# أوكسكاربازيبين
أوكسكاربازيبين (بالإنجليزية: Oxcarbazepine) هو دواء مضاد للاختلاج يستعمل في المقام الأول لعلاج الصرع. هناك بعض الأدلة على أن أوكسكاربازيبين كعامل استقرار المزاج، وبالتالي، يمكن استخدامه كعلاج إضافي للاضطراب ثنائي القطب في المرضى اللذين فشل معهم الدواء المصرح بهِ أو غير القادرين على تحمل العلاجات المعتمدة.
الآثار الجانبية الشائعة تشمل الغثيان، التقيؤ، الدوخة، النعاس، الصداع، الرؤية المزدوجة وصعوبات مع المشي. قد تحدث صدمة الحساسية من العقار، على الرغم من أنها غير شائعة الحدوث. نتيجة للتشابه الهيكلي بين أوكسكاربازيبين والكاربامازيبين هناك فرصة حوالي 25-30٪ من التفاعل بين الدوائين.

## الاستخدامات الطبية
الأوكسكاربازيبين هو عقار مضاد للاختلاج يستعمل للتقليل من حدوث نوبات الصارع ولكنه لا يهدف لعلاج الصرع نهائياً. يمكن استخدامه منفرداً أو مع أدوية أخرى لعلاح الصرع البؤري في البالغين.
في الأطفال، يمكن استخدامه منفرداً لعلاج النوبات الجزئية في الأطفال بعمر 4 سنوات فما فوق، أو بالاشتراك مع الأدوية الأخرى للأطفال لعمر 2 سنة فما فوق.

## الأعراض الجانبية
الأعراض الحانبية الأكثر شيوعاً للأوكسكاريازيبين تشكل الآتي:
- دوخة (6.4%)
- رؤية مشوشة (2.1%)
- هبوط (2.1%)
- صداع (2.9%)
- غثيان (4.9%)
- قيء(2%)
- نعاس(2.4%)
- صعوبة في التركيز

أعراض جانبية أخرى ولكن نادرة الحدوث:
- نقص حاد في صوديوم الدم
- صدمة الحساسية أو وعار
- فرط الحساسية
- تَقَشُّرُ الأَنْسِجَةِ المُتَمَوِّتَةِ البَشْرَوِيَّةِ التَّسَمُّمِي
- متلازمة ستيفنس جونسون
- أفكار الانتحار

يجب أخذ مستويات صوديوم الدم في الاعتبار أثناء العلاج أو عند ظهور أعراض نقص الصوديوم في الدم
بعض الآثار الجانبية (مثل الصداع) تكون أكثر وضوحاً بعد وقت قصير من أخذ الرعة ولكنها تتلاشى مع مرور الوقت في غضون (60 إلى 90 دقيقة).
وتشمل الآثار الجانبية الأخرى آلام في المعدة، رعاش، طفح جلدي، الإسهال، الإمساك، وانخفاض الشهية وجفاف الفم.
الحساسية للضوء هو أحد الآثار الجانبية المحتملة ويمكن للمرضى أن يتعرضوا لحروق شمس الشديدة نتيجة التعرض لأشعة الشمس.